# 敷島勝盛
敷島 勝盛（しきしま かつもり、1970年12月15日 - ）は、千葉県船橋市出身で陸奥部屋（入門時は立田川部屋）所属の元大相撲力士。本名は吉種 弘道（よしたね ひろみち）。現役時代の体格は身長184cm、体重187kg。血液型はAB型。最高位は西前頭筆頭（1998年3月場所）。得意手は左四つ、寄り。現在は年寄・浦風。

## 人物
千葉県立船橋古和釜高等学校時代は柔道部に所属していた。知人の紹介で立田川部屋に入門し、高校卒業直前の1989年1月場所に本名である「吉種」で初土俵を踏んだ。
1場所後に入門した弟弟子の豊桜と共に立田川部屋の新鋭として周囲から期待され、幕下上位でやや足踏みをしたものの、入門から約4年後の1993年5月場所において新十両に昇進し、新十両を期に四股名を「敷島」と改名した。しかし、その5月場所では3勝12敗と大敗し、翌7月場所に幕下へ陥落した。2場所後の同年11月場所で再十両を果たすと、1994年3月場所では12勝3敗で自身初となる十両優勝を飾り、同年11月場所には新入幕を果たした。その後、一時は幕内と十両を往復していたが、1996年5月に3回目の入幕を果たして以降は幕内に定着する。
自己最高位となる西前頭筆頭まで番付を上げた1998年3月場所では4日目に横綱・貴乃花を寄り切りで破り自身初となる金星を挙げ、翌5月場所10日目にも貴乃花を小手投げで破って2個目の金星を挙げた。しかし、幕内を通算28場所務めたものの三役への昇進は果たせず、2000年7月場所では東前頭12枚目の位置で3勝12敗と大敗し、翌9月場所において十両へ陥落した。
2000年11月中に立田川部屋の師匠である14代立田川（元関脇・青ノ里）が定年退職を迎えるため、同年11月場所前に同じ時津風一門の陸奥部屋へ移籍した。西十両5枚目の位置で迎えた2001年1月場所では、初日に燁司に敗れ、2日目からは心機能障害のため休場した。病状は重く突然死の危険性があり、幕下まで陥落した翌3月場所でも全休せざるを得なくなった。続く同年5月場所では日常生活では問題なく生活できるほどまでに病状が回復したものの、相撲が取れないという状況には変わりなく、同場所中に現役を引退した。
引退後は準年寄・敷島、2002年1月に年寄名跡・立田川を暫定的に取得して年寄・15代立田川を襲名した。年寄名跡の貸し借り解禁以降は順に富士ヶ根・錦島・小野川・谷川・安治川を借株で襲名し、2013年1月に年寄名跡・浦風を正式に取得して襲名した。引退後は陸奥部屋の部屋付き親方として後進の指導に当たったが、陸奥部屋の師匠である9代陸奥（元大関・霧島）の定年退職により陸奥部屋が閉鎖されたことに伴い、2024年4月2日付で同じ時津風一門の荒汐部屋へ転籍した。
相撲協会の業務では九州場所担当を長く務めたが、2013年の職務分掌で退任しており、2014年5月場所から2016年3月場所までは主任の地位ながら土俵下の勝負審判を務めた。2016年5月場所にて委員に昇格している。

## エピソード
- 四股名は師匠である14代立田川の知人で、本居宣長の和歌「敷島の大和心を人とはば朝日に匂う山桜花」から引用して、曙の名も考えた大阪のちゃんこ屋経営者が付けた。同時に「千力良(ちきら)」という四股名も提案されたものの、本人は「敷島」を選んだ。「千力良」とは「チェキラ(check it out)」のことだったという。[4][5]
- 一時期は師匠の名でもある「盛」を名乗っていたが、「勝盛」に改名する際に師匠に申し入れたところ「お前は心を入れ替えろ」と言われた。
- 3回目の入幕を果たした1996年5月場所では本人の幕内在位中で唯一となる二桁勝利を挙げたものの、翌7月場所の番付は4枚番付を上げただけであった。当時、連載されていた『VAN VAN相撲界』（現在は休刊）の「おチャンコクラブ」では本人がその番付運の悪さに困惑する話が描かれていた。
- 2006年に本名で『ピタゴラスイッチ』（NHK Eテレ）の「おとうさんスイッチ」に親子で出演し、「が行」を演じた。
- 鼻の穴に500円玉が入ったと言われる。新聞に新番付が掲載された際に、寸評欄で他の力士が「けいこ量豊富」（琴龍）や「朝日山の新鋭」（大飛翔）などと表記されている中で、「鼻の穴巨大で」と評価されたこともあった。
- 2004年10月29日に放送されたテレビ朝日『タモリ倶楽部』の「空耳アワー」において、年寄名・錦島佑元として投稿したネタが採用されたことがある。景品はTシャツと高評価だったが、後日、同コーナーで安斎肇曰く、敷島本人が「着れないからいらない」と言ったらしく、「そのTシャツはもらったものの、夫婦して収集家のやくみつるの奥さんの所へ行くらしい」と語った。その後、2014年10月4日放送分の同番組に敷島本人がゲスト出演した際に、Tシャツのサイズ変更を申し出たものの、大きなサイズがなかったため交換を断念し、代わりに同コーナー景品の耳かきと手ぬぐいを進呈され、感激のあまり泣いてしまった。
- 安斎肇から「寺尾関が好きで手形が欲しいんですけど、お願いできますか？」と頼まれて本人がそれを寺尾に伝えた際には、寺尾から「ああ、いいですよ。空耳アワーに出てる汚い人ですね」と返された。なお、安斎肇が『笑っていいとも!』の「テレフォンショッキング」に出演した時には「日本相撲協会 錦島佑元」の名で花輪を贈っている。
- 親方としての所属である陸奥部屋の公式サイトによると、趣味は音楽鑑賞、好きな食べ物は酒の肴。2023年時点の体重は135kg[6]。

## 角界のコメント王
敷島はユニークなコメントを多数残していることから『VOW』（宝島社）などでもたびたび取り上げられ、「角界のコメント王」と呼ばれる。
- 新聞記事で、自分の愛称が昔の愛称である「ドテチン」と書かれていた事について。「今は『タネ』（吉種の種）と呼ばれているんです。今後（ドテチンを）使ったらそこに抗議の電話をしますよ」。
- 師匠に会うのが気が重い日に、師匠に書いた手紙は「旅に出ます。捜さないで下さい。場所には行きます」。翌日の場所はもちろん出場したが、黒星だった。
- 栃東との初対戦に敗れた日に取材陣からコメントを求められ、本人は「俺みたいな雑草がどこまでやれるかと思ったけど、相手は雑草を食べて成長するサラブレッドだった」と答えた。
- 三段目力士の朝ノ霧（現在は引退）が取組中に廻しが外れた事件について。「見たかったな。そのNHKは『しばらくお待ちください』の画面をバックに相撲甚句でも流したのかな」。
- やくみつるの4コマ漫画『おチャンコくらぶ』でも「普段は饒舌過ぎるほどの力士」と紹介されたほどだったが、横綱・貴乃花を下した初金星のインタビューで「もう…ハアハア…夢みたいっす…」と息使いが荒く、全く喋ることができなかったために「どうした敷島!?相撲に勝って、喋りに負けた」と描かれたことがある。

## 音楽活動
クラブ系の音楽（得意ジャンルは主にジャズ）に非常に造詣が深く、「渋谷系力士」の異名もとった。クラブに出入りするうちに須永辰緒らとの交流も生まれ、現役中より「DJ敷島」（現在は「DJ Sikisima」とも表記）を名乗ってDJとしての活動もしている。また、そのような理由から力士としては珍しくサブカルチャー方面の人脈が厚い（敷島の音楽活動については、2008年4月16日放送分のNHK『熱中時間 忙中"趣味"あり』にて紹介された）。現役時には、十文字や琉鵬ら立田川部屋の同僚力士と共に、ピチカート・ファイヴが2000年に発表したDVD『readymade TV Vol.3』のジャケット写真やタワーレコードの広告・ポスターに登場したこともあるほか、タワーレコードが発行しているフリーマガジン『bounce』にエッセイを連載していた。年寄名・錦島佑元を襲名中だった2006年2月8日にはShibuya O-WESTにてASA-CHANGが主宰した「ASA-CHANG & ブルーハッツ」の一夜限りのライブに司会として参加し、梅津和時や小島麻由美など総勢18人が参加したそのライブの模様は、2006年11月に『真冬の夜のブルーハッツ Live in Shibuya 2006』（合同会社アイデアルミュージック）という題名でCDとDVDの双方で発表された。現在は音楽雑誌『MUSICA』にてディスクレビューを書いている。音楽評論家の原田和典が2019年3月に発表した著書『コテコテ・サウンド・マシーン』（スペースシャワーネットワーク）では、著者の原田との対談において自身がDJ業を開始することになった契機などについて語っている。2020年4月17日にはソニー・ミュージックダイレクトのアナログ専門レーベルGREAT TRACKSのファンリクエストによるリリースプロジェクト『GREAT TRACKS Order Made Vinyl』公式サイト連載企画の第6回に登場し、今創って欲しい「大人の一枚」について語っている。

## 主な成績
- 通算成績：416勝418敗38休[1] 勝率.499
- 幕内成績：175勝228敗17休 勝率.434
- 現役在位：75場所
- 幕内在位：28場所
- 各段優勝
  - 十両優勝：1回（1994年3月場所）
  - 幕下優勝：1回（1992年1月場所）
- 金星：2個（貴乃花2個）
- 対横綱戦：2勝8敗（貴乃花に2勝）
- 対大関戦：1勝12敗（貴ノ浪に1勝）

| | 一月場所 初場所（東京） | 三月場所 春場所（大阪） | 五月場所 夏場所（東京） | 七月場所 名古屋場所（愛知） | 九月場所 秋場所（東京） | 十一月場所 九州場所（福岡） |
| --- | ----------------------- | ----------------------- | ----------------------- | --------------------------- | ----------------------- | --------------------------- |
| 1989年 （平成元年） | （前相撲）              | 西序ノ口32枚目 6–1      | 東序二段90枚目 5–2      | 西序二段47枚目 4–3          | 西序二段21枚目 3–4      | 東序二段40枚目 4–3          |
| 1990年 （平成2年） | 西序二段10枚目 4–3      | 東三段目80枚目 4–3      | 西三段目60枚目 5–2      | 東三段目27枚目 6–1          | 東幕下50枚目 2–5        | 西三段目12枚目 2–5          |
| 1991年 （平成3年） | 西三段目36枚目 5–2      | 東三段目11枚目 3–4      | 西三段目28枚目 5–2      | 東三段目3枚目 4–3           | 東幕下49枚目 3–4        | 東幕下56枚目 4–3            |
| 1992年 （平成4年） | 西幕下46枚目 優勝 7–0   | 東幕下5枚目 2–5         | 東幕下19枚目 2–5        | 東幕下31枚目 4–3            | 東幕下25枚目 5–2        | 西幕下14枚目 4–3            |
| 1993年 （平成5年） | 東幕下8枚目 6–1         | 西幕下筆頭 4–3          | 西十両13枚目 3–12       | 東幕下10枚目 6–1            | 東幕下筆頭 4–3          | 西十両12枚目 8–7            |
| 1994年 （平成6年） | 東十両8枚目 6–9         | 西十両11枚目 優勝 12–3  | 東十両3枚目 7–8         | 西十両5枚目 9–6             | 西十両3枚目 9–6         | 東前頭16枚目 5–10           |
| 1995年 （平成7年） | 西十両4枚目 9–6         | 西十両2枚目 10–5        | 東前頭16枚目 7–8        | 西十両3枚目 8–7             | 西十両筆頭 5–10         | 東十両6枚目 9–6             |
| 1996年 （平成8年） | 西十両3枚目 8–7         | 西十両筆頭 10–5         | 東前頭15枚目 10–5       | 東前頭11枚目 6–9            | 西前頭14枚目 8–7        | 西前頭11枚目 7–8            |
| 1997年 （平成9年） | 東前頭15枚目 9–6        | 西前頭11枚目 8–7        | 西前頭7枚目 6–9         | 西前頭10枚目 8–7            | 東前頭7枚目 6–9         | 西前頭10枚目 8–7            |
| 1998年 （平成10年） | 東前頭7枚目 8–7         | 西前頭筆頭 3–12 ★       | 西前頭6枚目 8–7 ★       | 西前頭3枚目 4–9–2           | 西前頭7枚目 休場 0–0–15 | 東前頭7枚目 7–8             |
| 1999年 （平成11年） | 東前頭8枚目 9–6         | 西前頭2枚目 1–14        | 西前頭11枚目 8–7        | 西前頭7枚目 8–7             | 東前頭4枚目 3–12        | 西前頭10枚目 8–7            |
| 2000年 （平成12年） | 東前頭5枚目 7–8         | 東前頭6枚目 4–11        | 西前頭10枚目 6–9        | 西前頭12枚目 3–12           | 東十両5枚目 8–7         | 東十両4枚目 7–8             |
| 2001年 （平成13年） | 西十両5枚目 0–2–13      | 西幕下3枚目 休場 0–0–7  | 西幕下43枚目 引退 0–0–1 | x                           | x                       | x                           |
| 各欄の数字は、「勝ち-負け-休場」を示す。 優勝 引退 休場 十両 幕下 三賞：敢=敢闘賞、殊=殊勲賞、技=技能賞 その他：★=金星 番付階級：幕内 - 十両 - 幕下 - 三段目 - 序二段 - 序ノ口 幕内序列：横綱 - 大関 - 関脇 - 小結 - 前頭（「#数字」は各位内の序列） |                         |                         |                         |                             |                         |                             |

### 幕内対戦成績
| 力士名   | 勝数 | 負数 | 力士名   | 勝数 | 負数 | 力士名   | 勝数 | 負数 | 力士名   | 勝数 | 負数 |
| -------- | ---- | ---- | -------- | ---- | ---- | -------- | ---- | ---- | -------- | ---- | ---- |
| 蒼樹山   | 5    | 8    | 安芸乃島 | 2    | 5    | 安芸ノ州 | 1    | 1    | 曙       | 0    | 2    |
| 朝乃翔   | 6    | 7    | 朝乃若   | 4    | 7    | 旭豊     | 2    | 4    | 安美錦   | 0    | 1    |
| 皇司     | 0    | 2    | 大碇     | 1    | 0    | 大日ノ出 | 1    | 1    | 小城錦   | 4    | 5    |
| 小城ノ花 | 2    | 0    | 魁皇     | 0    | 5(1) | 海鵬     | 1    | 3    | 春日富士 | 2    | 1    |
| 巌雄     | 5    | 6    | 北勝鬨   | 3    | 5    | 旭鷲山   | 4    | 3    | 旭天鵬   | 2    | 2    |
| 旭道山   | 2    | 2    | 鬼雷砲   | 0    | 2    | 霧島     | 0    | 2    | 金開山   | 1    | 1    |
| 久島海   | 1    | 3    | 剣晃     | 0    | 2    | 五城楼   | 3    | 0    | 琴稲妻   | 5    | 4    |
| 琴錦     | 1    | 2    | 琴ノ若   | 5    | 4    | 琴別府   | 0    | 3    | 琴龍     | 12   | 6    |
| 小錦     | 3    | 2    | 戦闘竜   | 0    | 1    | 大至     | 3    | 1    | 大善     | 1    | 2    |
| 大飛翔   | 3    | 1    | 貴闘力   | 3    | 3    | 貴ノ浪   | 1    | 4    | 貴乃花   | 2    | 2    |
| 隆乃若   | 1    | 3    | 高見盛   | 0    | 1    | 隆三杉   | 1    | 0    | 玉春日   | 2    | 0    |
| 千代大海 | 2    | 5    | 千代天山 | 3    | 3    | 出島     | 2    | 3    | 寺尾     | 8    | 7    |
| 闘牙     | 1    | 5    | 時津海   | 3    | 4    | 土佐ノ海 | 0    | 1    | 栃東     | 0    | 5    |
| 栃乃洋   | 2    | 5    | 栃乃花   | 0    | 1    | 栃乃和歌 | 4    | 4    | 智ノ花   | 1    | 0    |
| 浪乃花   | 3    | 0    | 濱ノ嶋   | 8    | 10   | 追風海   | 1    | 1    | 肥後ノ海 | 5    | 9    |
| 舞の海   | 1    | 4    | 三杉里   | 2    | 1    | 水戸泉   | 5    | 6    | 湊富士   | 5    | 9    |
| 雅山     | 0    | 3    | 武蔵丸   | 0    | 4    | 武双山   | 2    | 1    | 大和     | 1    | 0    |
| 燁司     | 1    | 0    | 力櫻     | 4    | 2    | 若翔洋   | 1    | 0    | 若の里   | 1    | 2    |
| 若ノ城   | 4    | 2    | 若乃花   | 0    | 6    | 和歌乃山 | 2    | 1    |          |      |      |

## 改名歴
- 吉種 弘道（よしたね ひろみち）1989年3月場所-1993年3月場所
- 敷島 盛（しきしま さかり）1993年5月場所-1996年7月場所
- 敷島 勝盛（- かつもり）1996年9月場所-2001年5月場所

## 年寄変遷
- 敷島 勝盛（しきしま かつもり）：2001年5月-2002年1月〔準年寄〕
- 立田川 勝盛（たつたがわ -）：2002年1月-2002年9月
- 富士ヶ根 勝盛（ふじがね -）：2002年9月- 2002年11月（借用）
- 富士ヶ根 誉基（- よしもと）：2002年11月 -2003年1月
- 錦島 佑元（にしきじま すけもと）：2003年1月-2007年5月（借用）
- 小野川 佑元（おのがわ -）：2007年5月-2007年6月（借用）
- 小野川 弘道（- ひろみち）：2007年6月-2009年3月
- 谷川 弘道（たにがわ -）：2009年3月-2010年7月（借用）
- 安治川 弘道（あじがわ -）：2010年7月-2013年1月（借用）
- 浦風 弘道（うらかぜ -）：2013年1月-2013年2月
- 浦風 冨道（- とみみち）：2013年2月-